# Masaža
Masaža je primjena sustavne manipulacije mekih tkiva u terapijske svrhe. Premda danas postoje različiti aparati za masažu, ručna masaža je zasigurno najefikasnija metoda, jer uz terapijsku ima i dijagnostičku komponentu. K tomu psihološko značenje fizičkog kontakta kao modaliteta liječenja nije upitno. Masaža je najstariji oblik liječenja, a izvodi se ručno ili pomoću aparata. Preko kože djeluje na mišićni, živčani i limfni sustav.

## Povijest
Riječ masaža dolazi ili od lat. riječi "massare", što znači gnječiti, ili od arapske riječi "mas" što znači pritiskati. Riječ "massage" upotrebljena je prvi pu u francuskoj literaturi, a upotrijebio ju je Lepage 1813. god.
Masaža postoji od pradavnih vremena. Čovjek instinktivno trlja bolni i otečeni dio tijela. Vrlo vjerojatno se masaža već odavno upotrebljavala u liječenju, osobito kod raznih afekcija lokomotornog sustava. Podaci o masaži kao sredstvu liječenja prvi put se pojavljuju otprilike 3000. god. pr. Kr., a provodila se u starih kulturnih naroda Azije - Kineza i Indusa.
Razvoj masaže u staroj Kini odvijao se usporedo s razvojem medicine koja je uzlijekove i trave primjenjivala i akupunkturu. Japanci su pod utjecajem kineske akupunkture vremenom izradili sličnu metodu - shiatzu ( shi = prst, atzu = pritisak), kojom su na poseban način, pritiskom prstiju i noktiju, vršili određeni oblik akupunkture.
Masažu su upotrebljavali i Egipćani, Asirci, Perzijanci, stari Grci i Rimljani kao metodu liječenja oboljelih i ozljeđenih. Poznati liječnici Hipokrat i Galen preporučili su masažu kao metodu liječenja.
-Prvi zapis o športskoj masaži nalazimo u knjizi Rimljanina Oribasiusa iz 4. st. 
-Osnivač suvremene masaže i kineziterapije je šveđanin Per Henrik Ling u 18. st.
Za masažu vežemo imena poput: Mason A., Johann Metzger, Von Mosengeil i dr.
U Hrvatskoj za razvoj masaže u medicinskoj rehabilitaciji, kao i sustavno obrazovanje stručnih kadrova iz tog područja zaslužna je Vjera Juvan.

## Uvjeti za izvođenje masaže
- Prostorija - treba biti dobro prozraćena i ugodno zagrijana (22-24 °C).
- Stol - treba biti ugodno mekan, tvrde podloge, širine 75-80 cm i dužine 200 cm, prekriven čistom plahtom.
- Pacijent - treba biti prekriven čistom plahtom osim onog dijela tijela koji se obrađuje, koža čista i bez akni, osim kada je to indicirano kao u RLD.
- Maser - treba imati znanja iz mnogih područja te imati holistički pristup.

## Masažne tehnike
S obzirom na djelovanje i upotrebu razlikujemo više vrsta masaže:
Klasična ručna masaža - KRM (higijenska, športska, medicinska)
- Higijenska služi njegovanju tijela radi poboljšanja općeg zdravlja.
- Športska pomaže poboljšanju tjelesnih sposobnosti kod treninga ili natjecanja.
- Medicinska se primjenjuje kod liječenja kod različitih oboljenja.

Ručna limfna drenaža - RLD
Primjenjuje se u svrhu uspostavljanja ravnoteže između tekućina u organizmu. Djeluje na rad limfnog sustava.

Vezivno-tkivna masaža - VTM
Izvodi se čvrstim podražajnim potezima po koži, radi liječenja određenih oboljenja lokomotornog sustava i oboljenja unutrašnjih organa.

Kineska masaža (punktopresurna - PPM ili akupresurna masaža - APM)
- Punktopresura je postupak obrade zona 14 meridijana pritiskom prstiju ili kineskog štapića.

Danas postoji vrlo veliki broj različitih vrsta masaže, ovisno o načinu kao i o željenom cilju.
- Akupunktura je obrada pojedinih točaka iglama.
- Shiatzu je japanska masaža nastala po uzoru na kinesku masažu.

Masaža refleksih zona (plantomasaža)
Obrada niza refleksnih zona na planti stopala radi liječenja određenih oboljenja

## Indikacije i kontraindikacije
Indikacije:
Masaža može predstavljati osnovnu terapiju ili biti nadopuna drugim terapijama kod određenih smetnji. Izuzetno je korisna za osobe dobroga zdravlja. Indicirana je kod bolova u leđima, probavnih smetnji, glavobolje, depresije, stresa, anksioznosti. Sigurno je djelotvorna kod kontraktura ( ograničene gibljivosti zgloba), mišićnih atrofija, tendinitisa ( upale tetiva), distorzija, mišićnih istegnuća, iščašenja. Blagotvorna je kod problema s disanjem. Melem je kod glavobolja i migrena. Pruža pomoć onima koji pate od problema s crikulacijom,  grčeva, edema zglobova, teških nogu, te ublažava sve vrste reumatskih tegoba.
Masaža opušta anksziozne, nervozne osobe, osobe sklone stresu, pomaže osobi da bolje prihvati svoje vlastito tijelo, pomaže pri smanjenju naslaga masnoća, te pomaže da se osjećamo jači i čvršći. Masaža se može kombinarati s termoterapijom, svjetlosnom terapijom, hidroterapijom, elektroterapijom i kinezioterapijom.
Kontraindikacije:
Masažu se ne smije primjenjivati kod sljedećih stanja ili bolesti:
-povećane tjelesne temperature tijela ( iznad 37,5 stupnjeva C)
-posebno infektivnog karaktera i prilikom akutnih upalnih procesa, nezavisno od etilogije
-gnojnih procesa, furunkula, strepto i stafilodermije, flegmone i inficirane rane praćene limfadenomom
-svih vrsta opekotina na koži prouzrokovanim različitim kemijskim ili fizičkim agensima ( sunce, ultraljubičasto zračenje)
-upala vena i lifnih puteva, varikoznog sindroma
-malignih proces